# 로베르토 라모스
로베르토 라모스(Roberto Ramos, 1994년 12월 28일 ~ )는 멕시코의 야구 선수이자, 현 멕시칸 리그 디아블로스 로호스 델 멕시코의 내야수이다.

## 미국 프로야구 시절
2014년에 콜로라도 로키스에 입단하였다.

## 한국 프로야구 시절

### LG 트윈스시절
2020년에 카를로스 페게로를 대체할 외국인 야수로 영입되었다. 시즌 38홈런을 쳐 내며 한 시즌 팀 내 역대 최다 홈런을 기록했다. 2021년에는 낮은 타율, 장타력 저하, 허리 부상으로 인해 6월 29일에 방출됐다. 그의 대체 선수로는 저스틴 보어가 영입됐다.

## 미국 프로야구 복귀
2022년에 보스턴 레드삭스에 입단하였다.

## 멕시코 프로야구 시절
2022년에 디아블로스 로호스 델 멕시코에 입단하였다.